# Divize C 1980/1981
V soubojích 16. ročníku České divize C 1980/81 se utkalo 16 týmů dvoukolovým systémem podzim–jaro. Tento ročník začal v srpnu 1980 a skončil v červnu 1981.

## Nové týmy v sezoně 1980/81
Z 2. ligy – sk. A 1979/80 sestoupilo do Divize C mužstvo TJ Kolín. Z krajských přeborů ročníku 1979/80 postoupila vítězná mužstva TJ Spartak Vysoké Mýto z Východočeského krajského přeboru a TJ Tatran SZ Praha z Pražského přeboru. Také sem bylo přeřazeno mužstvo TJ Spartak Pelhřimov z Divize A.

## Výsledná tabulka
| Poř. | Tým                             | Z  | V  | R  | P  | VG | OG | B  |
| ---- | ------------------------------- | -- | -- | -- | -- | -- | -- | -- |
| 1.   | TJ Kolín                        | 30 | 21 | 5  | 4  | 75 | 20 | 47 |
| 2.   | TJ Turnov                       | 30 | 18 | 8  | 4  | 53 | 29 | 44 |
| 3.   | TJ Tatra Smíchov                | 30 | 19 | 5  | 6  | 53 | 25 | 43 |
| 4.   | TJ Slavoj Vyšehrad              | 30 | 17 | 7  | 6  | 54 | 35 | 41 |
| 5.   | TJ Spartak Pelhřimov            | 30 | 16 | 8  | 6  | 57 | 32 | 40 |
| 6.   | TJ Jawa Metaz Týnec nad Sázavou | 30 | 17 | 4  | 9  | 57 | 31 | 38 |
| 7.   | VTJ Hradec Králové              | 30 | 12 | 9  | 9  | 38 | 36 | 33 |
| 8.   | TJ Spartak Choceň               | 30 | 12 | 8  | 10 | 44 | 40 | 32 |
| 9.   | TJ Spartak Hradec Králové "B"   | 30 | 9  | 8  | 13 | 33 | 44 | 26 |
| 10.  | TJ Lokomotiva Trutnov           | 30 | 8  | 7  | 15 | 32 | 50 | 23 |
| 11.  | TJ Transporta Chrudim           | 30 | 8  | 5  | 17 | 39 | 48 | 21 |
| 12.  | TJ Spartak Vysoké Mýto          | 30 | 11 | 5  | 14 | 29 | 34 | 27 |
| 13.  | SK Sparta Kutná Hora            | 30 | 9  | 1  | 20 | 40 | 54 | 19 |
| 14.  | TJ LIAZ Jablonec nad Nisou „B“  | 30 | 8  | 3  | 19 | 45 | 85 | 19 |
| 15.  | TJ Lokomotiva Pardubice         | 30 | 4  | 11 | 15 | 29 | 62 | 19 |
| 16.  | TJ Tatran SZ Praha              | 30 | 7  | 1  | 22 | 28 | 76 | 15 |

Poznámky:
- Z = Odehrané zápasy; V = Vítězství; R = Remízy; P = Prohry; VG = Vstřelené góly; OG = Obdržené góly; B = Body

|  | Postup do 2. ligy – sk. A 1981/82                |
|  | Sestup do příslušného oblastního přeboru 1981/82 |